# فریدریش کارل آرنولد اشواسمان
فریدریش کارل آرنولد اشواسمان (آلمانی: Friedrich Karl Arnold Schwassmann؛ زاده ۲۵ مارس ۱۸۷۰ درگذشته ۱۹ ژانویهٔ ۱۹۶۴) یک ستاره‌شناس اهل آلمان بود. 